# Pietà w kościele Świętej Barbary w Krakowie
Pietà w kościele Świętej Barbary w Krakowie – gotycka rzeźba przedstawiająca Marię, trzymająca na kolanach martwe ciało Jezusa zdjęte z krzyża. Dzieło to reprezentuje styl piękny w plastyce gotyckiej, należy do tzw. Pięknych Piet – wąskiej grupy rzeźb ukazujące ciało Chrystusa w układzie „horyzontalnym”, powszechnym w sztuce czeskiej, austriackiej, zachodnioniemieckiej oraz Prus Zakonnych.
Nic nie wiadomo o twórcy rzeźby, w starszej literaturze kojarzonym z miejscowym, krakowskim nieznanym mistrzem, zaś według najnowszych badań z także anonimowym artystą, lecz działającym w Czechach (Praga) lub w Prusach Zakonnych (Toruń), łączonym z kręgiem Mistrza Pięknej Madonny Toruńskiej, zwłaszcza z rzeźbą Chrystusa w Ogrojcu w Malborku. Krakowska Pietà uchodzi za jedno z najcenniejszych dzieł wczesnego stylu pięknego, najprawdopodobniej walory estetyczne wpłynęły na rozwój kultu od XVII wieku, którego typowym dla nowożytności symptomem było ozdabianie figury rozmaitymi odzieniami lub klejnotami.

## Dzieje
Najstarsze dzieje Piety nie są znane. Niewątpliwe jednak dzieło to zostało wykonane w latach 90. XIV wieku. Nie wiadomo jednak, kto był zleceniodawcą dzieła, jego autorem, ponadto gdzie się znajdowało. Na schyłek XIV stulecia przypada budowa krakowskiego kościoła Świętej Barbary, przy czym pierwsza wzmianka źródłowa o Piecie w tymże kościele pojawia się dopiero w XVII wieku. W roku 1677 dzieło zostało znalezione w „ciemnym korytarzu”, źródła nie wskazały precyzyjnie miejsca znalezienia. Tuż po znalezieniu Piety, w kościele Świętej Barbary nastąpił gwałtowny rozwoju kultu Matki Bolesnej (singularis coepit haberi honor statue B[eate]V[irginis]). Pietà wpierw została wyeksponowana w bocznym, a następnie od 1681 roku na głównym ołtarzu. Wysoko ceniona od strony estetycznej peculiari artificio elaborata Pietà została umieszczona między pozłacanymi figurami aniołów i okrywana rozmaitymi odzieniami aplikowanymi złotem i srebrem oraz kameryzowanymi jako symbol Niepokalenego Poczęcia Najświętszej Marii Panny. Okazjonalnie odsłaniano całą kompozycję figuralną uznawaną wówczas jako e lapide secto admirabili arte elaborata. Kult Piety zaowocował osobnymi nabożeństwami ku czci Matki Boskiej Bolesnej, które urządzano od 1726 roku. Od 1731 roku Pietę umieszczono w kaplicy Matki Boskiej Bolesnej (dawniej Świętej Anny), w późnobarokowym ołtarzu. Obecnie znajduje się w zamykanej kratą wnęce, która jest swego rodzaju małą wydzieloną kaplicą. Znajduje się ona po północnej stronie, w pobliżu ołtarza głównego.

## Wygląd
Pietà jest kompozycją rzeźbiarską wykonaną z wapienia, liczy 62 cm wysokości i niegdyś była polichromowana. Ślady pierwotnych farb zostały usunięte. Obie postaci są pełnoplastyczne. Na obliczu Matki Bożej rysuje się wyraz bólu i współcierpienia oraz zadumy i matczynej troski.  Maria troskliwie spogląda na martwe ciało syna, spoczywające na Jej kolanach, które jest mocno wysunięte w stronę widza. Chrystus ma mocno odchyloną do góry i w prawy bok głowę. Jego ręce krzyżują się; dłoń lewej ręki jest opadnięta, prawa dłoń leży na udzie, Matka Boska zaś prawą ręką dźwiga ciężar ciała Jezusa, lewą dłonią dotyka Jego prawego przedramienia.
Maria została ukazana tu jako młoda, pełna wdzięku niewiasta. Rzeźbiarz podkreślił nos i łuki brwiowe, kontrastując z miękkością czoła, oczodołów i policzków, oczami i ustami. Ciało Chrystusa jest wychudzone, co widoczne jest w wiotczejących mięśniach rąk i nóg. Na korpusie są uwydatnione kości żebrowe. W niektórych częściach ciała (głównie na dłoniach, przedramionach i podudziach) uwydatniono żyły. Chrystus ma na głowie stylizowaną koroną cierniową, zaś kosmyki długich, lekko falowanych włosów układają się nienaturalnie na ramionach. Pewne elementy stylizacji widać na brodzie, której kosmyki przybierają rytmiczne, spiralne i meandryczne układy.
Okrywające biodra zmarłego perizonium kontrastuje z bogactwem plastyczności draperii kostiumu Marii. Na głowie ma opadający za ramiona welon niemal całkowicie zakrywający włosy, o falujących kosmykach. Suknia jest niemal całkowicie zakryta masywnym płaszczem. Fałdy welonu przybierają płynne, głównie faliste i kaskadowe układy. Kompozycja oparta jest na skrzyżowaniu dwóch lekko wygiętych ukosów. Diagonalia te tworzy upozowanie Marii zestawione z horyzontalnym układem martwego ciała Chrystusa. Maria siedzi na tronie, którego boki zdobią wnęki obramione w ostrołukowe arkady z typową dla gotyku dekoracją maswerkową.

## Analiza
Pietà w kościele Świętej Barbary reprezentuje wczesny typ tzw. Pięknej Piety, przedstawienia będącego odpowiednikiem innej grupy figur pars pro toto dla sztuki około 1400 – Pięknych Madonn. Te dwa wyróżniki ikonograficzne nie są zgoła jedynymi cechami stylu pięknego, w którym zakres tematyczny jest dużo szerszy. Niemniej w przypadku Pięknych Madonn i Piet skala realizacji bardzo podobnych do siebie dzieł jest wielka. Charakteryzują się na bardzo eleganckim, wytwornym i mocno idealizującym ukazywaniem Marii z Dzieciątkiem, w przypadku Piet wskroś bardzo lirycznym ukazaniem dramatycznego epizodu Pasji Chrystusa, gdzie symptomy jego męki zostały subtelnie złagodzone, a postać opłakującej Matki Bożej emanuje wdziękiem, elegancją i charakterystycznym dla sztuki około 1400 „pięknem”. Wyróżnikami tej „ekskluzywnej” grupy dzieł jest materiał - kamień, całościowe opracowanie rzeźby oraz funkcja – przedstawienie dewocyjne. Tego typu kompozycje figuralne znane są w niektórych obszarach Europy Środkowej. W ówczesnych Czechach (z uwzględnieniem Moraw i Śląska) z Świętego Macieja i Świętej Elżbiety we Wrocławiu (zaginiona). Największy zespół podobnych przedstawień zachował się w Austrii (wraz z Salzburgiem i Tyrolem) oraz terenach ościennych - południowych obszarach Rzeszy (Bawaria), a ponadto w północnych Włoszech, Słowenii i Friuli. W kontekście krakowskiego dzieła do najbliższych stylowo zalicza się m.in. dwie Piety z klasztoru w Admont, pojedyncze dzieła w Straßburgu koło Gurk, Brambergu, Seeon-Seebruck (obecnie w zbiorach Bayerisches Nationalmuseum w Monachium) oraz Treviso i Weronie. Piękne Piety upodobali sobie Krzyżacy, czego przykładem są dzieła w porozrzucanych po Europie posiadłościach tegoż zakonu (Prusy Zakonne, Friuli, Słowenia, Karyntia, Dolna Styria, Hesja). Spory zespół Piet pokrewnych stylowo krakowskiej zachował się również w rejonach Dolnej Nadrenii i okolic, przede wszystkim rzeźba w kościele Świętego Lamberta w Düsseldorfie w mniejszym stopniu dzieła z kościołów Świętego Albana i Świętej Kolumby w Koloni, opactwa w Marienstatt, ponadto w Maastricht w Limburgii. Z innych tego typu dzieł cennymi przykładami są przedstawienia z Jeny w Turyngii oraz w katedrze magdeburskiej.  
Historiografia artystyczna krakowskiej Piety jest bardzo bogata, co więcej w literaturze starożytniczej metryka sięga 1745 roku. Wszakże problem stylu stanowi swoisty konsensus, dyskusje budzi kwestia warsztatu, z którego pochodziła dzieło. Ukształtowana przez Paula Heinza Clasena teza o Mistrzu Pięknych Madonn, rzekomym autorze krakowskiej Piety - wybitnym indywidualiście tworzącym w rozmaitych miejscach, eksportującym i rozpowszechniającym formy stylu pięknego, ze względu m.in. na liczne różnice w detalach została zakwestionowana. Inną, długo przyjmowaną tezę, dotyczącą krakowskiego rodowodu dzieła, niedawno poddano krytyce. Głównym powodem jest niedostatek podobnych warsztatowo dzieł plastyki w tymże mieście, a związane z Krakowem dzieła stylu pięknego charakteryzują się innymi cechami, przez co Pietà jest uważana za dzieło wyizolowane z kontekstu krakowskiej sztuki około 1400. Wedle najnowszych analiz wysoka klasa artystyczna krakowskiej Piety wpisuje ją w inny kontekst artystyczny, głównie ze sztuką praską uważaną za jedno z głównych centrów artystycznych wiodących w ukształtowaniu się stylu pięknego (dlatego jest przyjmowana w badaniach presumpcja o czeskim imporcie Piety do Krakowa), lub Prus Zakonnych, gdzie prawdopodobnie działał rzeźbiarz, będący twórcą Pięknej Madonny z Torunia i Chrystusa w Ogrojcu z kościoła Świętego Jana w Malborku (obecnie w pobliskim Muzeum Zamkowym) określanego mianem Mistrza Pięknej Madonny Toruńskiej. Krakowska Pietà uważana jest za dzieło wywodzące się z tego kręgu, za sprawą wielu wspólnych cech stylistycznych. Styl piękny oraz tego typu przedstawienia Chrystusa i Marii były znane Krzyżakom nie tylko w Prusach, lecz także w Hesji oraz Friuli i Słowenii co poświadczają zachowane do dziś Piękne Piety w kościele Świętej Elżbiety w Marburgu oraz w kaplicy zamkowej w Velikej Nedelji, zamku w Goricane (obecnie w zbiorach Narodnej Geleriji w Lublanie), Celje. Stąd też w najnowszych badaniach wyszła inna sugestia, o sprowadzeniu Piety do Krakowa z państwa krzyżackiego, niewykluczone że w wyniku działań wojennych, które nasiliły się w latach 1409-1411, a wówczas w sztukach plastycznych preferowano gotycki styl piękny.